# 伯尼新海鯰

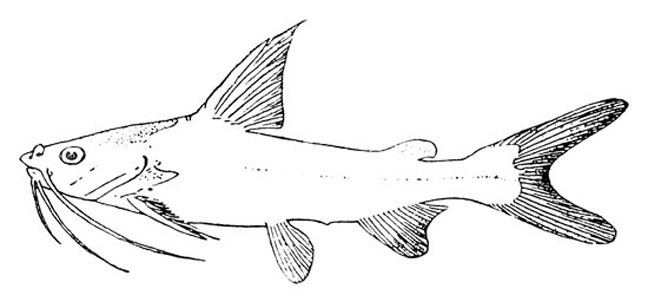
伯尼新海鯰的插图

伯尼新海鯰為輻鰭魚綱鯰形目海鯰科的其中一種，分布於新幾內亞及澳洲的淡水流域，體長可達45公分，棲息在流動緩慢、水質混濁的溪流、湖泊、潟湖，屬雜食性，以植物、甲殼類、昆蟲、魚類等為食。

## 擴展閱讀
維基物種上的相關：伯尼新海鯰